# A védjegyoltalom megszűnése
Egy lajstromozott védjegy oltalma az adott állam egyes állam védjegytörvényében meghatározott okokból és módon szűnhet meg.
Az európai uniós védjegy oltalma az európai uniós védjegyrendeletben meghatározott okok valamelyike következtében szűnhet meg. A megszűnési ok az EU összes tagállama területén megszünteti az adott európai uniós védjegy oltalmát. 
A magyar jog szerint Magyarország területére lajstromozott, ún. nemzeti védjegy oltalmának megszűnésére a magyar védjegytörvény rendelkezései vonatkoznak. 
A megszűnés és a törlés fogalmát a magyar jog kettős értelemben használja (eltérően egyes külföldi jogoktól). Az oltalom megszűnése egyrészt gyűjtőfogalom, amelynek lehetséges okai között szerepel  a védjegyoltalomnak a  keletkezésére visszamenő hatályú törlése is, másrészt viszont a  megszűnés valamennyi, a törléstől különböző egyéb oka a védjegyoltalom megszűnését különféle, a törlésétől eltérő időpontokkal teszi lehetővé.

## A megszűnési módok Magyarországon
A magyar védjegytörvény (1997. évi XI. törvény)  30. §-a szerint a védjegyoltalom megszűnik, ha
- a) a védjegy oltalmi ideje megújítás nélkül lejárt[3]), az oltalmi idő lejártát követő napon;
- b) a védjegyjogosult a védjegyoltalomról lemondott,[4] a lemondás beérkeztét követő napon, illetve a lemondó által megjelölt korábbi időpontban;
- c) a védjegyet törölték,[5] keletkezésére - a bejelentés napjára - visszaható hatállyal;
- d) a védjegyjogosult a védjegy tényleges használatát elmulasztotta,[6] a megszűnés megállapítására irányuló eljárás megindításának napjára, vagy - ha ez korábbi - az ütköző későbbi védjegybejelentés elsőbbségének napjára visszaható hatállyal;
- e) a védjegy elveszítette megkülönböztető képességét vagy megtévesztővé vált,[7] a megszűnés megállapítására irányuló eljárás megindításának napjára visszaható hatállyal;
- f) a védjegyjogosult jogi személy vagy jogi személyiség nélküli gazdasági társaság jogutód nélkül megszűnt, e megszűnés napjára visszaható hatállyal. (Hatályon kívül helyezve)

## Részleges megszűnés az oltalmi idő lejárta miatt
- Ha a védjegyoltalmat csak az árujegyzékben meghatározott áruk, illetve szolgáltatások egy részére újítják meg, a védjegyoltalom a megújítással nem érintett részek tekintetében - az oltalmi idő lejárta miatt - megszűnik.[8]

## Lemondás a védjegyoltalomról
A védjegylajstromban feltüntetett védjegyjogosult a Szellemi Tulajdon Nemzeti Hivatalához intézett írásbeli nyilatkozattal a védjegyoltalomról lemondhat.
A lemkndás következtében a védjegy oltalma a lemondó nyilatkozatnak az SZTNH-hoz való beérkezésének napjával, illetve a védjegyjogosult által a lemondó nyilatkozatban megjelölt korábbi időponttal szűnik meg.
Ha a lemondás más személynek jogszabályon, hatósági határozaton, a védjegylajstromba bejegyzett használati vagy egyéb szerződésen alapuló jogát érinti, vagy ha a védjegylajstromba per van bejegyezve, a lemondás csak az érintett személy hozzájárulásával hatályos. A védjegyoltalomról az árujegyzékben meghatározott áruk, illetve szolgáltatások egy része tekintetében is le lehet mondani. A védjegyoltalomról történő lemondás nem vonható vissza.
Ha az oltalom törlés okából szűnik meg, az mindig a védjegy bejelentési napjára visszamenő hatályú. Amennyiben azonban valamely egyéb okból szűnik meg az oltalom, kivételesen  előfordulhat, hogy az egyik okból való megszűnést követően más okból is megszűnhet - feltéve, hogy a későbbi megszűnési ok az oltalomnak az első okból való megszűnésénél korábbi időpontban való megszűnést eredményez.

## A védjegy törlése
A védjegyet a védjegytörvény 33. § (1) bek. értelmében törölni kell, ha
- a) a védjegyoltalom tárgya nem felelt meg a 8. § a) pontjában meghatározott feltételeknek;
- b) a védjegyoltalom tárgyát képező megjelölés különbözik attól vagy az árujegyzék bővebb annál, mint amit az elismert bejelentési napon benyújtott, illetve - megosztás esetén - a megosztott bejelentés tartalmazott;
- c) a nemzetközi védjegybejelentést a Madridi Megállapodás, illetve a Megállapodáshoz kapcsolódó Jegyzőkönyv [76/I. § (1) bek. a) pont] alapján arra nem jogosult személy nyújtotta be.
- (2) A védjegy nem törölhető, ha
- a) olyan korábbi védjeggyel [4. § (2) bek.] ütközik, amelynek használata a törlési kérelem benyújtásakor nem felelt meg a 18. § előírásainak; vagy
- b) olyan korábbi védjeggyel, nem lajstromozott megjelöléssel vagy egyéb joggal ütközik, amelynek jogosultja tudott a későbbi védjegy lajstromozásáról, és egymást követő öt éven át tűrte annak használatát, kivéve, ha a későbbi védjegy jogosultja rosszhiszeműen járt el.
- (3) Ha a védjegy törlésének feltételei csak az árujegyzékben meghatározott áruk, illetve szolgáltatások egy része tekintetében állnak fenn, a védjegyoltalmat megfelelően korlátozni kell.
- (4) A törlési kérelmet elutasító jogerős határozat kizárja, hogy azonos ténybeli alapon ugyanannak a védjegynek a törlése iránt bárki újabb eljárást indítson.

## Megszűnés a használat hiánya miatt
A védjegyoltalom a használat hiánya miatt teljeskörűen vagy az árujegyzékben meghatározott egyes áruk vagy szolgáltatások tekintetében részlegesen szűnik meg, attól függően, hogy a védjegyhasználat elmulasztása az árujegyzék egészét vagy csak az abban meghatározott áruk vagy szolgáltatások egy részét érinti.
A védjegyoltalomnak a használat hiánya miatti megszűnése nem állapítható meg, ha a 18. § (1) bekezdésében meghatározott időtartam elteltét követően, de a használat hiánya miatti megszűnés megállapítása iránti kérelem benyújtását megelőzően megkezdik, illetve folytatják a tényleges védjegyhasználatot. E rendelkezés nem alkalmazható, ha a jogosult a tényleges védjegyhasználatot a kérelem benyújtását megelőző három hónapban csupán azt követően kezdi meg, illetve folytatja, hogy értesül arról: a használat hiánya miatt a megszűnés megállapítását fogják kérni.
A használat hiánya miatti megszűnés megállapítására irányuló kérelmet elutasító jogerős határozat kizárja, hogy azonos ténybeli alapon ugyanazzal a védjeggyel kapcsolatban bárki újabb eljárást indítson a használat hiánya miatti megszűnés megállapítása iránt.

## Megszűnés a megjelölés megkülönböztető képességének elvesztése vagy megtévesztővé válása miatt
A törvény szerint szerint a védjegyoltalom megszűnhet, ha
- a) a védjegyjogosult magatartása miatt a megjelölés a gazdasági tevékenység körében azoknak az áruknak vagy szolgáltatásoknak a szokásos nevévé vált, amelyekre lajstromozták; vagy ha
- b) a védjegy - használata következtében - megtévesztővé vált, különösen a áruk vagy a szolgáltatások jellegét, minőségét vagy földrajzi származását illetően.[16]
- A védjegyoltalom a megjelölés megkülönböztető képességének elvesztése vagy megtévesztővé válása miatt teljeskörűen vagy az árujegyzékben meghatározott egyes áruk, illetve szolgáltatások tekintetében részlegesen szűnik meg, attól függően, hogy a megszűnési ok az árujegyzék egészét vagy csak az áruk, illetve szolgáltatások egy részét érinti.[17]
- A megjelölés megkülönböztető képességének elvesztése vagy megtévesztővé válása miatti megszűnés megállapítására irányuló kérelmet elutasító jogerős határozat kizárja, hogy azonos ténybeli alapon ugyanazzal a védjeggyel kapcsolatban bárki újabb eljárást indítson a védjegyoltalom megszűnésének megállapítása iránt.[18]

## Megszűnés a védjegyjogosult jogutód nélküli megszűnése miatt
Ezt a rendelkezést 2018-ban a Vt. 2018. évi módosítása  hatályon kívül helyezte.
A védjegyjogosult jogutód nélküli megszűnése miatt bekövetkező megszűnés megállapítására irányuló kérelmet elutasító jogerős határozat kizárta, hogy azonos ténybeli alapon ugyanazzal a védjeggyel kapcsolatban bárki újabb eljárást indítson a védjegyoltalom megszűnésének megállapítása iránt. 
A védjegy fő funkcióját csak a használat újtán képes betölteni, ehhez pedig szükséges, hogy legyen olyan védjegyjogosult, aki a használatra jogosult. A jogutód nélküli megszűnés esetén a védjegy használatára jogosult személy nincs.  
Ez a megszűnési eljárás igen ritkán, elvétve fordult elő. Amennyiben ugyanis a védjegyjogosult természetes személy volt, úgy az ő halála esetén a Polgári törvénykönyv szerint az állam még akkor is törvényes örökös, amennyiben öröklésre végrendelet hiányában vagy a törvényes öröklés általános rendje szerint nem kerülne sor.   
A gyakorlatban jogutód nélküli megszűnési eljárásra csak jogi személy vagy jogi személyiség nélküli társaság esetében kerülhetett sor. Az eljárás jellegéből következően - a többi megszűnési eljárástól eltérően - a tényállás tisztázásához  a felek egyidejű meghallgatására nem kerülhetett sor. A  kérelmezőnek írásban kellett bizonyítékait előterjesztenie. További sajátosság, hogy a megszűnésre csak az érintett védjegy árujegyzékének valamennyi áruja illetve szolgáltatása tekintetében kerülhetett sor, részleges megszűnésre ebből az okból nem kerülhetett sor. 

## A díjak visszakövetelése
- Ha a védjegyoltalom visszamenőleges hatállyal szűnik meg, harmadik személy a védjegyjogosult által felvett díjnak csak azt a részét követelheti, amelyet a védjegy használatából származó gazdasági előnyök nem fedeztek.[21]

## Eljárás több megszűnési ok fennállása esetén
Mivel a megszűnési okok közül egyedül a törlés eredményez minden esetben a védjegybejelentés napjára visszamenő hatályú megszűnést, előfordulhat, hogy a védjegy oltalma valamely más ok következtében (pl. lemondás miatt) már megszűnt, amikor valamely egyéb megszűnési okra alapozott eljárást megindítanak. Ilyenkor a későbbi eljárásban a megszűnés kimondásának akkor van helye, ha a későbbi eljárás az időben távolabbi visszamenő hatályú megszűnést eredményez. (Ez tipikus akkor, ha a későbbi eljárás törlési eljárás.)

## Az európai uniós védjegyoltalom megszűnése
Amennyiben egy európai uniós védjegy oltalma megszűnik, akkor ez valamennyi tagállam tekintetében egységesen következik be. Az  európai uniós védjegyrendelet VI. fejezete rendelkezik a védjegyoltalomról való lemondásról, a védjegyoltalom megszűnéséről és a védjegy törléséről.  

Az európai uniós védjegyoltalom megszűnhet az alábbi okokból:
- Tényleges használat hiányában. (Az európai uniós védjegyet a lajstromozástól számított 5 éven belül ténylegesen használnatba kell venni az Európai Unióban. A megkezdett használat több mint 5 énél hosszabb időszakra  nem szakítható meg. E szabályok megésrtésének lehet a következménye a használat hiányában való megszűnés).
- Ha a védjegy (a védjegyjogosult cselekményeinek következtében) azon árukat illetve szolgáltatásokat jelölő köznévvé vált, amelyek az árujegyzékében szerepelnek, és a védjegyjogosult nem tett megfelelő lépéseket ennek megakadályozására.
- Ha a jogosult által folytatott védjegyhasználat következtében a védjegy az árujegyzékben szereplő árukkal, illetve szolgáltatásokkal kapcsolatban megtévesztővé vált, különösen az áruk vagy a szolgáltatások jellegét, minőségét vagy földrajzi származását tekintve.[24]